# سوبرغيرل
الفتاة الخارقة هي شخصية بطلة خيالية تظهر في القصص المصورة التي تنشرها دي سي كومكس. تم صنع شخصية الفتاة الخارقة لتكون نظيراً لشخصية سوبرمان المشهورة. قام بابتكار الشخصية الكاتب أوتو بيندر وقام برسمها الفنان آل بلاستينو في سنة 1959. ظهرت للمرة الأولى في سلسلة القصص المصورة «أكشن كومكس» وظهرت في وقت لاحق في الرسوم المتحركة، الأفلام، والتلفاز. في مايو 2011 وضعت الفتاة الخارقة في المركز 94 على قائمة آي جي إن لأفضل 100 بطل خارق في القصص المصورة على الإطلاق. وتسمى بالحسناء الجبارة في المجلات المصورة العربية.